# Ogilvie Mountains
Die Ogilvie Mountains sind ein Gebirgszug des Yukon Plateaus nördlich von Dawson. Sie liegen zum allergrößten Teil im kanadischen Territorium Yukon und zu einem geringen Teil in Alaska. 

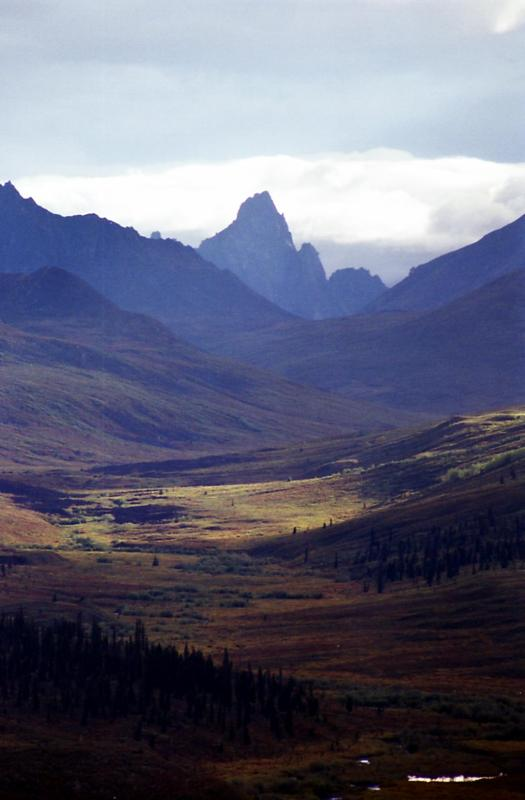
Blick vom North Fork Pass auf den Tombstone Mountain

Mit einer Ausdehnung von 223 km in nordsüdlicher und 393 km in ostwestlicher Richtung bedecken sie eine Fläche von 43.088 km². Der höchste Berg ist der Mount Frank Rae mit 2362 m.
Nord- und Südflanke der Ogilvies unterscheiden sich grundsätzlich. Das Sedimentgestein der Nordflanke ist während der letzten Eiszeit eisfrei geblieben und von tiefen, durch Wasser geschaffenen Tälern und Geröllfeldern gekennzeichnet. Die Südflanke besteht aus dunklerem, weniger bewachsenem, magmatischem Intrusionsgestein mit schrofferen und steileren Hängen.

Große Teile des Gebirges liegen im Tombstone Territorial Park. Der Dempster Highway von Dawson nach Inuvik am Mackenziedelta überquert die Ogilvie Mountains. Benannt wurde der Gebirgszug nach William Ogilvie, einem kanadischen Landvermesser, der Ende des 19. Jahrhunderts erste Vermessungen vor Ort durchführte.

## Berge der Ogilvie Mountains
| - Mount Frank Rae (2362 m) - Yoke Mountain (2249 m) - Tombstone Mountain (2196 m) - Mount Monolith (2135 m) | - Mount Patterson (2088 m) - Mount Jeckell (1951 m) - Mount Harper (1845 m) - Chert Mountain (1731 m) |